# Trioceros rudis
Espèce
Synonymes
- Chamaeleon rudis Boulenger, 1906
- Chamaeleo bitaeniatus graueri Sternfeld, 1912
- Chamaeleo bitaeniatus tornieri Sternfeld, 1912
- Chamaeleo burgeoni de Witte, 1933

Statut de conservation UICN

 LC  : Préoccupation mineure
Statut CITES

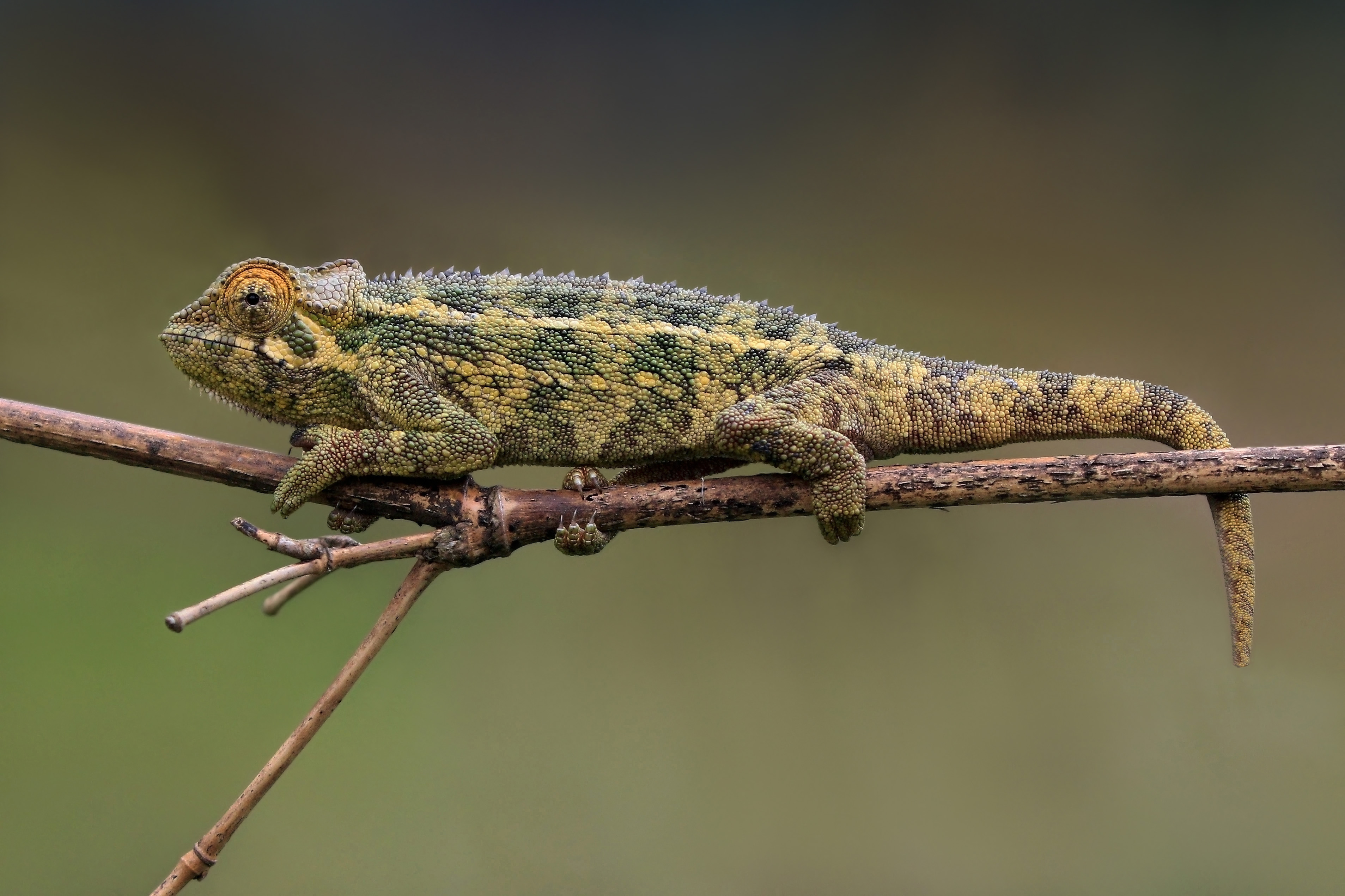
Un trioceros rudis près du mont Karisimbi, au Rwanda. Il est en train de changer de couleur.

Trioceros rudis est une espèce de sauriens de la famille des Chamaeleonidae. Cette espèce effectue une reproduction vivipare, donc met au monde des petits en vie.

## Répartition
Cette espèce se rencontre dans l'est du Congo-Kinshasa, au Burundi, au Rwanda, en Ouganda, au Kenya et au Soudan du Sud.

## Publication originale
- Boulenger, 1906 : On a new chameleon from Mount Ruwenzori. Annals and Magazine of Natural History, ser. 7, vol. 18, p. 473 (texte intégral).